# Roupala sphenophyllum
Roupala sphenophyllum là một loài thực vật thuộc họ Proteaceae. Đây là loài đặc hữu của Peru.